# Леден дворец (Санкт Петербург)
„Леденият дворец“ (на руски: „Ледовый дворец“) е арена в Санкт Петербург, Русия. Построен е за Световното първенство по хокей на лед през 2000 г. Побира до 12 300 души.
Леденият дворец е първоначално използван за хокей на лед и е дом на хокейния отбор „Санкт Петербург“. Домакинства на Световното първенство по хокей на лед през 2005, 2006, 2007, 2008 г. Също така се ползва за концерти, изложби и пързаляне с кънки на лед.